# Comuna Babînți, Pohrebîșce
Babînți (în ucraineană Бабинці) este o comună în raionul Pohrebîșce, regiunea Vinnița, Ucraina, formată din satele Babînți (reședința) și Bîstrîk.

## Demografie
Componența lingvistică a satului Babînți
     Ucraineană (98,97%)
     Rusă (1,03%)
Conform recensământului din 2001, majoritatea populației satului Babînți era vorbitoare de ucraineană (98,97%), existând în minoritate și vorbitori de rusă (1,03%).